# Giuseppe Gagini (orafo)
Giuseppe Gagini (Palermo, ... – Palermo, 26 ottobre 1610) è stato un orafo italiano.

## Biografia
Giuseppe Gagini figlio di Annibale Gagini, appartiene alla quinta generazione della corrente lombardo-ticinese dei Gagini o Gaggini in Sicilia. Occorre fare distinzione fra Giuseppe Gagini, lo zio Giuseppe Gagini e l'omonimo, più contemporaneo Giuseppe Gagini scultore (Genova 1791 - Genova 1867) appartenente al ramo ticinese-genovese della famiglia. 
Segue la tradizione familiare per la statuaria e la scultura, coniuga le capacità di cesello applicandole all'oreficeria e all'argenteria, determinando un'attività rappresentata da opere tardogotiche in collaborazione col padre, spaziando per lo stile Rinascimentale fino alle nuove esperienze con tendenze manieristiche. 
Marito di Angela figlia di Leonardo Lancella e padre di Angela e Baldassarre Gagini rimasti orfani in tenerissima età. 
I capolavori d'oreficeria sparsi per la Sicilia e già scarsamente documentati subirono la spoliazione operata da Ferdinando I delle Due Sicilie per risanare le disastrate casse del Regno. Tra essi numerose opere di Giuseppe Gagini. 
È sepolto accanto al padre nella Cappella della Compagnia della Carità, detta di Sant'Ivone, nella chiesa di San Giacomo la Marina di Palermo.

## Opere
- 1586, "Arca di San Gandolfo da Binasco" in collaborazione col padre Annibale Gagini, Andrea Di Leo, Giovanni Zuccaro, opera commissionata dalla chiesa Madre di Santa Maria Maggiore di Polizzi Generosa.
- 1603, "Arca di San Giacomo" in collaborazione col padre Annibale Gagini, opera conservata nella chiesa di San Giacomo di Caltagirone.[1]
- 1607, "Calice", manufatto argenteo, opera scomparsa, commissionata e prodotta per la basilica abbaziale di San Martino delle Scale di Monreale.
- ?, "Custodia d'argento", opera scomparsa, commissionata e prodotta per la Cappella di a Santa Cristina della cattedrale metropolitana della Santa Vergine Maria Assunta di Palermo.